# Richard Dembo
Richard Dembo (Parigi, 24 maggio 1948 – Neuilly-sur-Seine, 10 novembre 2004) è stato un regista e sceneggiatore francese.
Nel 1985 il suo film Mosse pericolose ha vinto l'Oscar al miglior film straniero.

## Filmografia
- Mosse pericolose (La diagonale du fou) (1984)
- L'instinct de l'ange (1993)
- La maison de Nina (2005)